# Gerald Hirschfeld
Gerald Hirschfeld, (Nueva York, 25 de abril de 1921–Ashland, 13 de febrero de 2017) fue un director de fotografía estadounidense.

## Biografía
Hirschfeld sirvió en el Army Signal Corps Photographic Center durante la Segunda Guerra Mundial como ayudante y operador de cámara para directores de fotografía de Hollywood y trabajar para Leo Tover y Stanley Cortez. Comenzó su carrera en Hollywood en 1949 para documentales, como With These Hands de Jack Arnold. Durante su vida, trabajó para directores como Sidney Lumet, John G. Avildsen, Frank Perry, Michael Crichton y Gene Wilder. Su trabajo más famoso fue el de El jovencito Frankenstein de Mel Brooks, filmado en blanco y negro, una rareza en la década de los 70.

## Filmografía
- With These Hands (1950)
- Punto límite (Fail Safe) (1964)
- El verano pasado (Last Summer) (1969)
- Complicidad sexual (Goodbye, Columbus) (1969)
- Diario de una esposa desesperada (Diary of a Mad Housewife) (1970)
- Duelo a muerte en OK Corral (Doc) (1971)
- Two People (1973)
- Deseos de verano, sueños de invierno (Summer Wishes, Winter Dreams) (1973)
- The Affair (1973)
- El jovencito Frankenstein (Young Frankenstein) (1974)
- The Ultimate Warrior (1975)
- Pánico en el estadio (Two-Minute Warning) (1976)
- Asesino invisible (The Car) (1977)
- El mejor amante del mundo (The World's Greatest Lover) (1977)
- Coma (1978)
- Sunday Lovers (1980)
- Mis locos vecinos (Neighbors) (1981)
- Mi año favorito (My Favorite Year) (1982)
- Soy o no soy (To Be or Not to Be) (1983)
- The House of God (1984)
- Head Office (1985)
- Malone (1986)